# Blake Davis
Blake Davies (1991) es un actor australiano conocido por haber interpretado a Max Williams en la serie Tangle.

## Carrera
En 2008 apareció como invitado en series como Bed of Roses y en la serie policiaca Rush.
En 2009 se unió al elenco principal de la serie Tangle donde interpretó a Max Williams, el hijo del político Tim y Christine Williams, hasta el final de la serie en 2012. 
En 2010 se unió al elenco principal de la serie Dead Gorgeous donde interpretó a Jonathan, quien a pesar de que al inicio queda intrigado de las hermanas Rebecca, Sophie y Hazel Ainsworth pronto se hace amigo de ellas, poco después cuando se entera del secreto de las hermanas (que murieron en un terrible accidente automovilístico junto a su amada niñera durante la época victoriana y que recibieron una segunda oportunidad regresando 150 años más tarde a la vida), al inicio está aterrorizado pero poco a poco se acostumbra a ellas, mantiene su secreto a salvo y las ayuda a adaptarse al siglo XXI.
En 2013 apareció como invitado en el último episodio de la primera temporada de la serie Mr & Mrs Murder, donde interpretó al cocinero Rhys.

## Filmografía
- Series de televisión:[2]

| Año         | Título          | Personaje       | Notas                           |
| ----------- | --------------- | --------------- | ------------------------------- |
| 2013        | Mr & Mrs Murder | Rhys            | episodio "The Course Whisperer" |
| 2009 - 2012 | Tangle          | Max Williams    | 22 episodios                    |
| 2011        | The Slap        | Richie          | 8 episodios                     |
| 2010        | Dead Gorgeous   | Jonathan        | 13 episodios                    |
| 2008        | Rush            | Daniel "Dan"    | episodio # 1.2                  |
| 2008        | Bed of Roses    | Will            | 2 episodios                     |
| 2005        | Blue Heelers    | Clarke Thompson | episodio "Night and Day"        |

- Películas:

| Año  | Título     | Personaje | Notas                                                        |
| ---- | ---------- | --------- | ------------------------------------------------------------ |
| 2013 | The Wizard | Peter     | corto - junto a Damon Gameau y Tony Rickards                 |
| 2013 | Fun City   | John      | corto - junto a Carla Bonner y Luke Elliot                   |
| 2010 | The Gidji  | Trent     | corto - junto a Callum Gault, Matthew Whitty y Stuart Baynes |
| 2008 | Wiccan     | Jimmy     | -                                                            |

- Teatro:[5]

| Año  | Obra                | Personaje    | Director       | Teatro                          | Notas                                                                        |
| ---- | ------------------- | ------------ | -------------- | ------------------------------- | ---------------------------------------------------------------------------- |
| 2012 | 8                   | Elliot Perry | -              | Her Majesty's Theatre           | -                                                                            |
| 2010 | All About My Mother | Esteban      | Simon Phillips | Melbourne Theatre               | junto a Paul Capsis, Peta Sergeant, Wendy Hughes, David James y Alison Whyte |
| 2007 | Comic Fusion        | -            | -              | National Theatre                | -                                                                            |
| 2007 | Better the Devil    | Presentador  | -              | National Theatre                | -                                                                            |
| 2005 | Six On The Beach    | Mark         | -              | Melbourne Uni Absurdist Theatre | -                                                                            |

## Premios y nominaciones
| Año  | Categoría      | Premio   | Serie  | Resultado |
| ---- | -------------- | -------- | ------ | --------- |
| 2011 | Out of the Box | IF Award | Tangle | Nominado  |